# Elecciones al Congreso de los Diputados de abril de 2019 (Pontevedra)
Las elecciones al Congreso de los Diputados de 2019 se celebraron en la provincia de Pontevedra el domingo 28 de abril, como parte de las elecciones generales convocadas por Real Decreto dispuesto el 4 de marzo de 2019 y publicado en el Boletín Oficial del Estado el día siguiente. Se eligieron los 7 diputados del Congreso correspondientes a la circunscripción electoral de Pontevedra, mediante un sistema proporcional (método d'Hondt) con listas cerradas y un umbral electoral del 3%.

## Resultados
Los comicios depararon 3 escaños al Partido Socialista Obrero Español, 2 al Partido Popular y 1 a Ciudadanos y Podemos-IU-Equo.
| Candidatura                                          | Candidatura                                          | Votos   | %                                       | Escaños                                 |
| ---------------------------------------------------- | ---------------------------------------------------- | ------- | --------------------------------------- | --------------------------------------- |
|                                                      | Partido Socialista Obrero Español (PSOE)             | 184 622 | 32,29                                   | 3                                       |
|                                                      | Partido Popular (PP)                                 | 142 941 | 25,00                                   | 2                                       |
|                                                      | En Común (En Común)                                  | 99 996  | 17,49                                   | 1                                       |
|                                                      | Ciudadanos-Partido de la Ciudadanía (Cs)             | 63 333  | 11,08                                   | 1                                       |
|                                                      |                                                      |         |                                         |                                         |
| Bloque Nacionalista Galego (BNG)                     | Bloque Nacionalista Galego (BNG)                     | 31 859  | 5,57                                    | 0                                       |
| Vox (Vox)                                            | Vox (Vox)                                            | 27 082  | 4,74                                    | 0                                       |
| Partido Animalista Contra el Maltrato Animal (PACMA) | Partido Animalista Contra el Maltrato Animal (PACMA) | 6718    | 1,18                                    | 0                                       |
| En Marea (En Marea)                                  | En Marea (En Marea)                                  | 6641    | 1,16                                    | 0                                       |
| Recortes Cero-Grupo Verde (R0-GV)                    | Recortes Cero-Grupo Verde (R0-GV)                    | 987     | 0,17                                    | 0                                       |
| Escaños en Blanco (EB)                               | Escaños en Blanco (EB)                               | 865     | 0,15                                    | 0                                       |
| Compromiso por Galicia (CxG)                         | Compromiso por Galicia (CxG)                         | 796     | 0,14                                    | 0                                       |
| Partido Comunista dos Traballadores de Galiza (PCTG) | Partido Comunista dos Traballadores de Galiza (PCTG) | 585     | 0,10                                    | 0                                       |
| Votos válidos                                        | Votos válidos                                        | 566 430 | 100,00                                  | 7                                       |
| Votos nulos                                          | Votos nulos                                          | 8607    | Participación: · \| \| 75,10 % \| 4,73% | Participación: · \| \| 75,10 % \| 4,73% |
| Votantes                                             | Votantes                                             | 580 291 | Participación: · \| \| 75,10 % \| 4,73% | Participación: · \| \| 75,10 % \| 4,73% |
| Electores                                            | Electores                                            | 772 688 | Participación: · \| \| 75,10 % \| 4,73% | Participación: · \| \| 75,10 % \| 4,73% |
|                                                      | 75,10 %                                              |         |                                         |                                         |

## Diputados electos
Relación de diputados electos:
| N.º | Nombre                               | Lista | Lista    |
| --- | ------------------------------------ | ----- | -------- |
| 1   | María Olga Alonso Suárez             |       | PSOE     |
| 2   | Ana María Pastor Julián              |       | PP       |
| 3   | Yolanda Díaz Pérez                   |       | En Común |
| 4   | Guillermo Antonio Meijón Couselo     |       | PSOE     |
| 5   | Diego José Gago Bugarín              |       | PP       |
| 6   | Beatriz María Pino Ocampo            |       | Cs       |
| 7   | María de los Ángeles Marra Domínguez |       | PSOE     |